# Валлісаарі
Валлісаарі (фін. Vallisaari також Скансландет швед. Skanslandet) — острів, розташований поблизу фортеці Свеаборг, Гельсінкі, Фінляндія. Розташований між Суоменлінна та Сантахаміна. Від Суоменлінни відокремлений протокою Кустаанміекан та сполучений косою з Кунінкаансаарі.
Площа острова — 1,07 км², найбільша довжина — 1,8 км у напрямку схід-захід, найвища точка острову 35 метрів над рівнем моря.
Назва острова неодноразово змінювалася в документах та картах: Träsköön (1640), Skantz Landhet (1696), Träskholmen (1755), Skants Landet (1766 ja 1775), Båkholmen eller Skantzlandet (1774), Skansland (1842), Alexandersön (1900), Skanslandet (1902) та "Олександрівський" (1915). Поточні назви Валлісаарі - Скансландет були використані з 1918 року.
На острові є кілька ставків, острів протягом сторіч був відомий як місце, де моряки могли взяти свіжу воду.
Військова історія острова розпочалася в 1554 році коли була збудована Кустаанмекка. Коли була побудована Суоменлінна в XVIII столітті, невеликий форт був побудований і на Валлісарі, але коли сусідня Суоменлінна стала головним морським фортом для Гельсінкі, Валлісарі став місцем постачання, де випасали худобу та заготовляли дрова
Після Кримської війни 1854-1855 рр. відбулися фортифікаційні роботи, а Олександра II відвідав острів в 1863 р. під час інспекційного візиту.
На острові збереглися залишки військових укріплень — артилерійські батареї, порохові погреби і казарми. У XX столітті територія острова належала силам оборони Фінляндії і була закрита для відвідувань.
З травня 2016 року острів став доступним для еко-туризму.
На середину 2010-х належить Головному лісовому управлінню Фінляндії. З 15 травня по 15 вересня дістатися до острова можна на прогулянковому кораблику від площі Каупаторі в Гельсінкі, який ходить щогодини.
В 2016 році острів відвідало близько 60 тисяч осіб

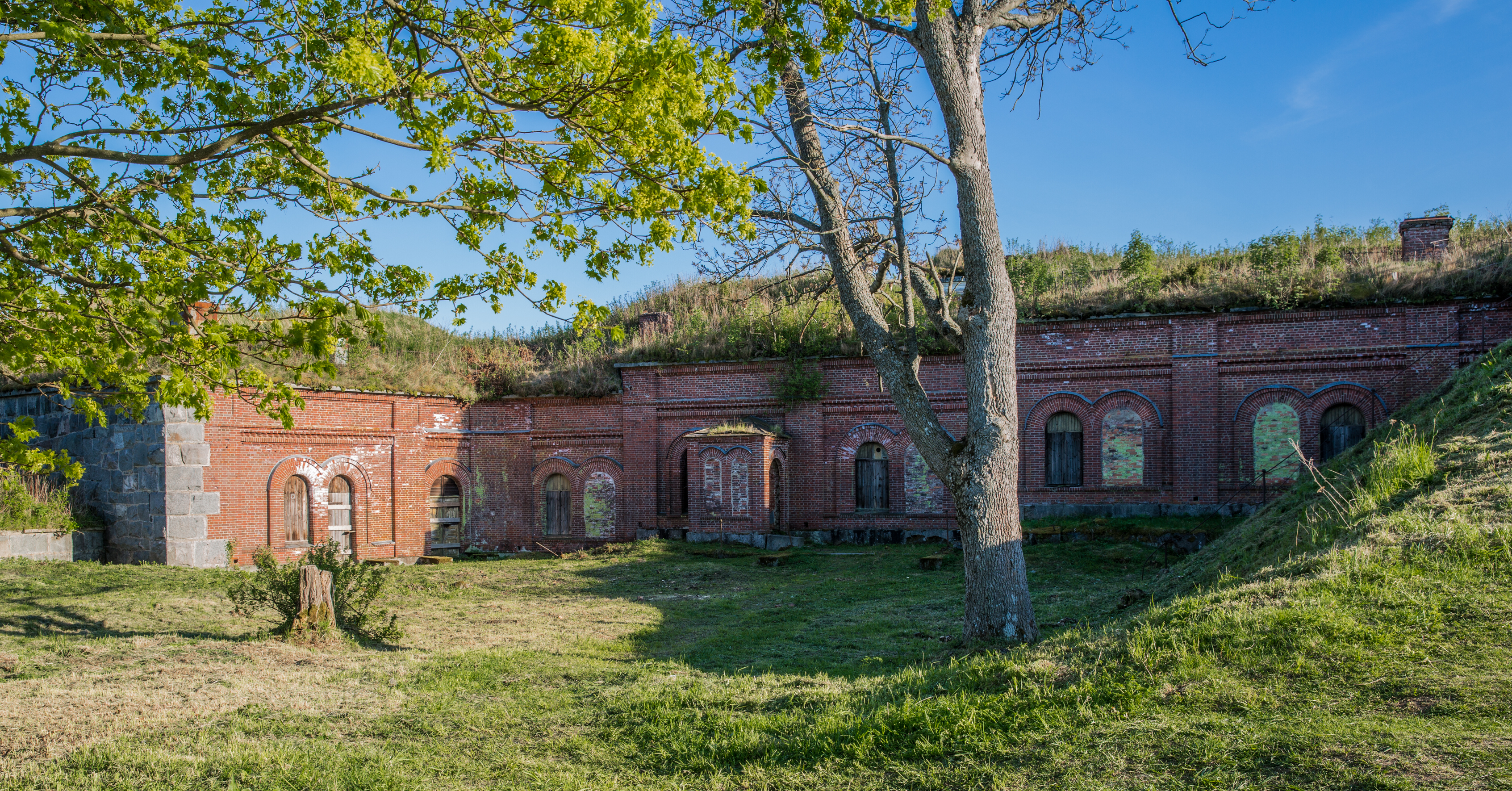
Олександрівські батареї на Валлісаарі
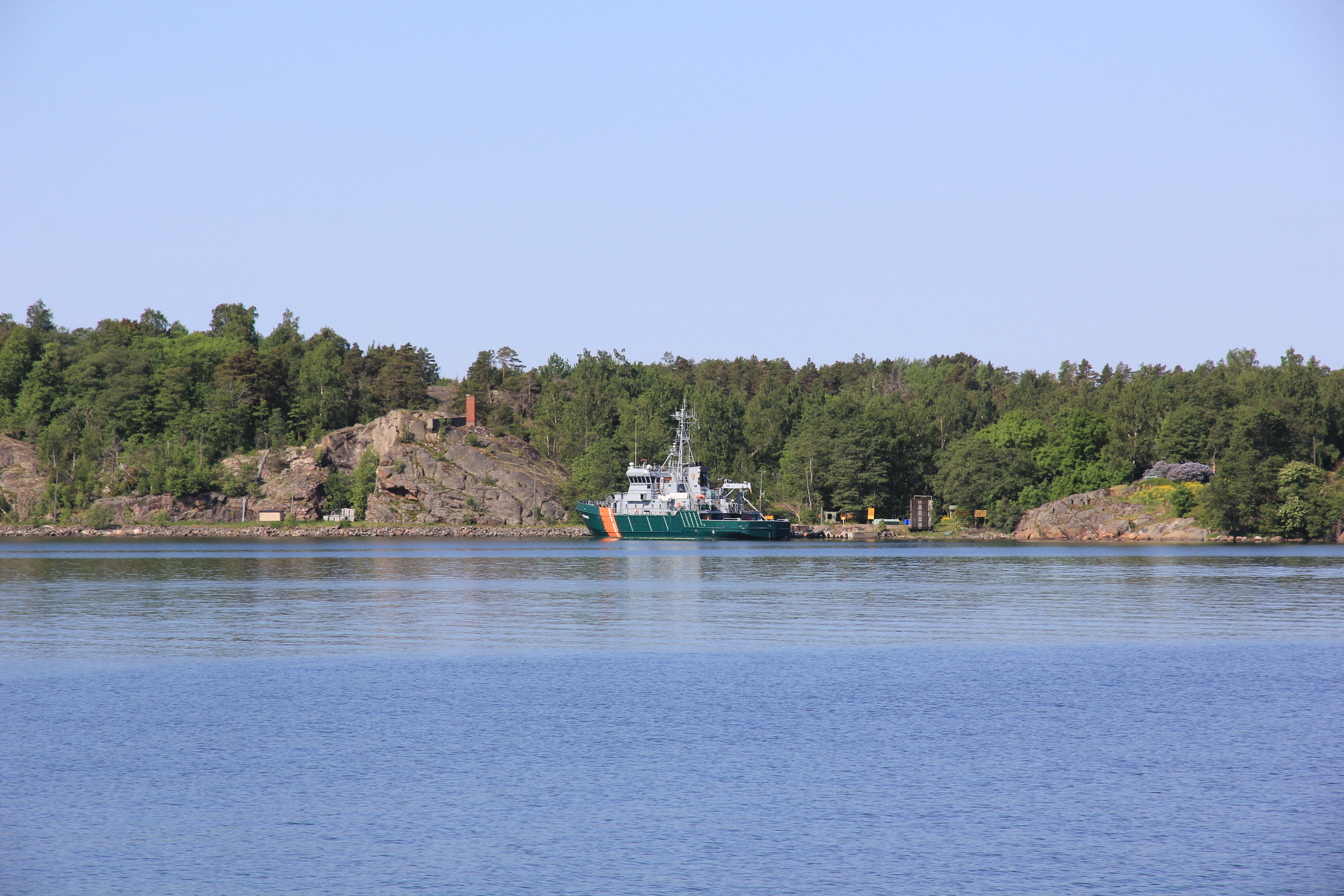
Патрульне судно Merikarhu пришвартоване на острові Валлісарі
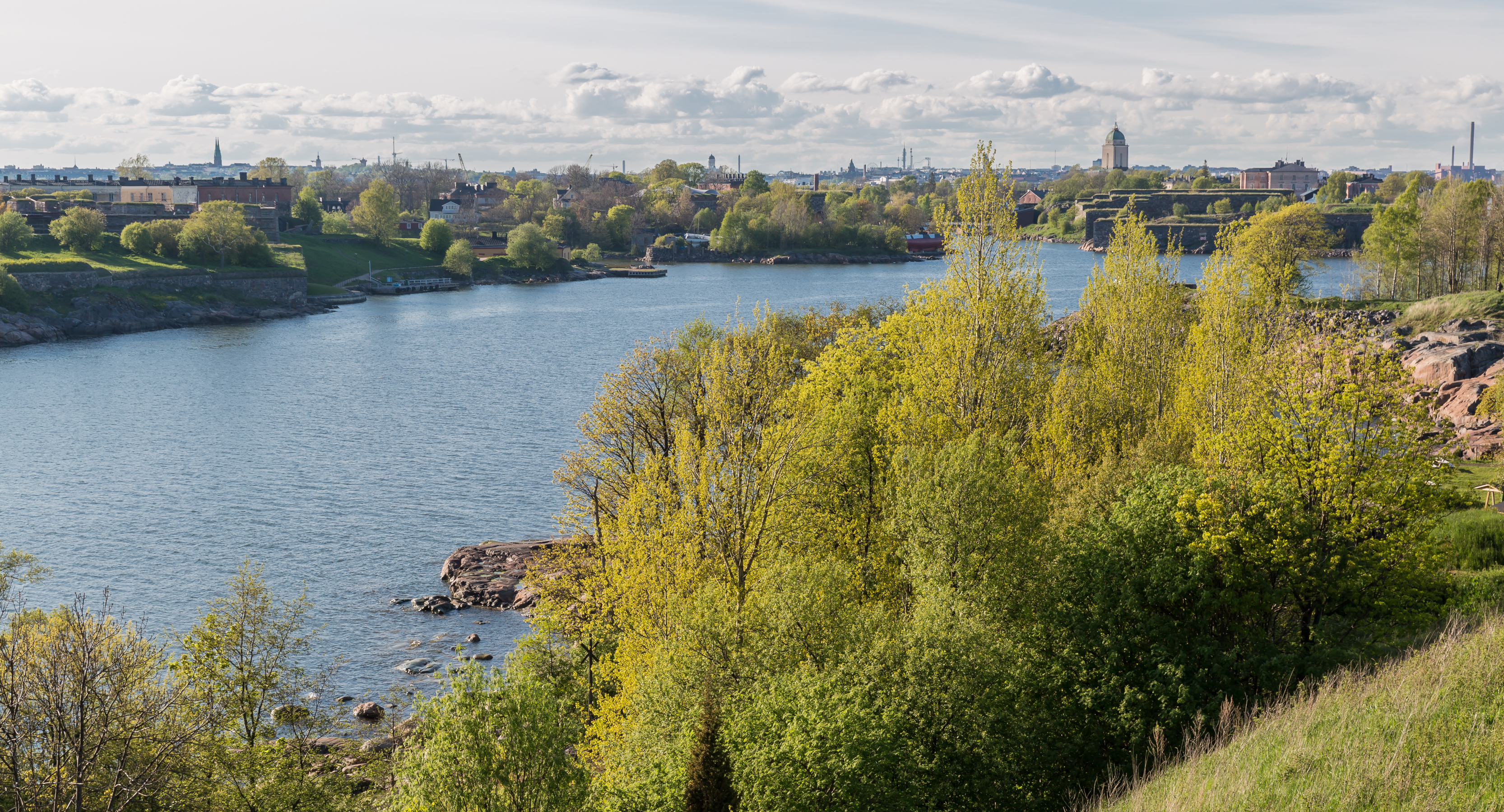
Вид з острова Валлісарі на Суоменлінну та континентальний Гельсінкі.